# Novani Novakoski
Novani Novakoski (Ponta Grossa, 5 de julho de 1958) é uma ex-atriz brasileira. De ascendência alemã e polonesa, Novani foi uma das mais belas musas da Boca do Lixo, onde foi dirigida por nomes como Tony Vieira, Antonio Bonacin Thomé, Ody Fraga, José Miziara e Walter Hugo Khouri. Foi também assistente de palco de Sílvio Santos e posou para a revista Playboy em 1980. No início dos anos 1980, mudou-se com o marido (atualmente divorciados) para os EUA onde fez pontas em alguns filmes e morou por 12 anos. 
Atualmente, Novani é professora de inglês e tradutora.

## Filmografia

### Cinema[5]
| Ano  | Título                                  | Personagem            |
| ---- | --------------------------------------- | --------------------- |
| 1993 | Demolition Man                          | Policial              |
| 1990 | Total Recall                            | Prostituta Andróide   |
| 1985 | Legend                                  | Ninfa                 |
| 1980 | Como Faturar Duas Boas Numa Praia       | Mara                  |
| 1979 | O Prisioneiro do Sexo                   | Carolina              |
| 1979 | Embalos Alucinantes: A Troca de Casais  |                       |
| 1979 | Uma Cama para Sete Noivas               |                       |
| 1979 | Belinda dos Orixás na Praia dos Desejos | Noiva                 |
| 1978 | Na Violência do Sexo                    | Marta                 |
| 1978 | O Atleta Sexual                         |                       |
| 1978 | Estripador de Mulheres                  | Empregada da Pensão   |
| 1978 | Reformatório das Depravadas             | Menina Mal Comportada |
| 1978 | Com Mulher é Bem Melhor                 |                       |
| 1978 | Os Violentadores                        | Garota de saloon      |
| 1977 | Pensionato das Vigaristas               | Detetive              |

### Trabalhos na TV[7]
| Ano  | Título                 | Personagem |
| ---- | ---------------------- | ---------- |
| 1977 | O Espantalho           | —          |
| 1976 | Tchan, a Grande Sacada | —          |